# 永引
永引（えいびき）とは、江戸時代に年貢の賦課対象である土地もしくは石高の中から、毎年一定の面積もしくは高を最初から除外しておくこと。

## 概要
大きく分けると、年々引と連々引がある。前者は陣屋や郷倉、堤、溝、道路などの公共用地として提供された土地や検地や災害などの結果、名目の石高より実際の石高の方が低くなった土地を対象とする。後者も災害や地味の低下などによって荒地などになって土地の価値が下がったものを対象としているが、あくまでも復旧の可能性がある（ただし、時期が未定）な土地を対象とした。これに対して、復旧の見通しが立っている土地に対しては年単位での年貢の免除が行われた。これを一作引・当引と称した。